# Tenis la Jocurile Olimpice de vară din 1996
La turneul olimpic de tenis din 1996 de la Atlanta, în turneul masculin de simplu, Andre Agassi a câștigat medalia de aur. In finală, l-a întâlnit pe Sergi Bruguera, campion la Roland Garros în 1993 și 1994. În semifinală, l-a întâlnit pe Leander Paes, care era un jucător mai bun la dublu. Acesta a câștigat medalia de bronz. Pete Sampras, (la vremea accea nr 1 mondial), nu a jucat la olimpiadă pentru că la vremea accea se ținea pe zgură iar lui nu i-a plăcut niciodată zgura.